# 加藤信 (精神科医)
加藤 信（かとう しん、1947年2月17日 - ）は日本の精神科医、医学博士

## 経歴
福島県北会津郡東山村生まれ、父親は神奈川県出身の海軍軍医中佐で、臨時の海軍病院を福島県内の飯坂温泉や東山温泉に開設する任務で来たことがきっかけで会津に住んだ人１)。父親の転勤により同河沼郡河東村にて育つ。1965年3月福島県立会津高等学校卒、1971年3月新潟大学医学部卒。1971年4月上京し（財）神経研究所研究生、1972年1月（財）神経研究所付属晴和病院医員、1979年4 月川崎市の（財）実中研前臨床医学研究所研究員2) 、　　1987年4月、松本市に転居、城西病院や南信病院に勤務、1990 年12月「かとうメンタルクリニック」を松本市に開設、この間、東京教育大学教育学部（実験心理）、信州大学医学部（薬理）で非常勤講師、学会役員として日本神経精神薬理学会理事、監事、編集委員長、日本嗜癖行動学会理事、日本アルコール・アディクション医学会評議員等を務め、団体役員として長野県精神神経科診療所協会会長等を務める。2014年から、日本神経精神薬理学会名誉会員3）、学位は医学博士。

## 主要著書・訳書
- 加藤信ほか訳：スナイダー、S.H.「狂気と脳」、海鳴社、1976.
- 加藤信　訳：ファンプラーク「プラーク向精神薬」、星和書店、1979.
- 加藤信ほか訳：マグアイア「エソロジーと精神医学」、星和書店、1986.
- 加藤信ほか編著：「薬物依存研究の最前線」、星和書店、2000.
- 柏瀬宏隆・加藤信：「黒澤明の精神病理」、星和書店、2002(改訂増補版2010).
- 松下正明ほか編：「精神医学文献辞典」、弘文堂、2003（分担執筆）.
- 加藤信：「依存・嗜癖とは何か」、にっせいしんブックレット13号「依存症のはなし」、日本精神神経科診療所協会、2021.

出典
1) 加藤政男：「軍艦最上物語」、2001（インターネット公開版の最終改訂は2021）．
2) 加藤信：「精神医学放浪記」、文月会誌　2号、24ページ、2007.
3) 日本神経精神薬理学会雑誌、34巻63ページ、2014.